# Шта радимо у сенци (ТВ серија)
Шта радимо у сенци (енгл. What We Do in the Shadows) је америчка псеудодокументарна хумористичка хорор телевизијска серија коју је креирао Џемејн Клемент, а која је почела са емитовањем 27. марта 2019. на каналу FX. Серија прати четворо вампира који живе на Статен Ајланду, а главне улоге тумаче Кејван Новак, Мет Бери, Натасија Деметриу, Харви Гиљен, Марк Прокш и Кристен Шал.
Заснована на новозеландском филму Шта радимо сакривени (2014), који су написали Клемент и Тајка Вајтити, ово је друга серија у истоименој франшизи. Серија се састоји од шест сезона, а укупно броји 61 епизоду. Добила је похвале критичара, нарочито за сценарио и глуму, и била је номинована за 29 награда Еми, укључујући ону за најбољу хумористичку серију 2020, 2022. и 2024. за своју другу, трећу и пету сезону.

## Премиса
Смештена првенствено на Статен Ајланду у Њујорку, серија прати животе троје традиционалних вампира, Нандора, Ласла и Нађе; Колина Робинсона, енергетског вампира; и Гиљерма, Нандоровог фамилијара. Вампири се сукобљавају са модерним светом, другим натприродним бићима и/или међусобно, док у тајности Гиљермо покушава да уравнотежи своју лојалност Нандору са својим опасним породичним пореклом.

## Улоге
| Глумац            | Улога                      |
| ----------------- | -------------------------- |
| Кејван Новак      | Нандор Немилосрдни         |
| Мет Бери          | Лесли „Ласло” Крејвенсворт |
| Натасија Деметриу | Нађа Антипаксоска          |
| Харви Гиљен       | Гиљермо де ла Круз         |
| Марк Прокш        | Колин Робинсон             |
| Кристен Шал       | Водич                      |

## Епизоде
| Сезона | Сезона | Епизоде | Епизоде | Оригинално емитовање | Оригинално емитовање |
| Сезона | Сезона | Епизоде | Епизоде | Премијера            | Финале               |
| ------ | ------ | ------- | ------- | -------------------- | -------------------- |
|        | 1.     | 10      | 10      | 27. март 2019.       | 29. мај 2019.        |
|        | 2.     | 10      | 10      | 15. април 2020.      | 10. јун 2020.        |
|        | 3.     | 10      | 10      | 2. септембар 2021.   | 28. октобар 2021.    |
|        | 4.     | 10      | 10      | 12. јул 2022.        | 6. септембар 2022.   |
|        | 5.     | 10      | 10      | 13. јул 2023.        | 31. август 2023.     |
|        | 6.     | 11      | 11      | 21. октобар 2024.    | 16. децембар 2024.   |